# قهرمانی کشتی جهان ۱۹۰۵
قهرمانی کشتی جهان ۱۹۰۵ دومین دوره از رقابت‌های قهرمانی جهان می‌باشد که از ۸ تا ۱۰ مه ۱۹۰۵ در برلین، آلمان برگزار گردید.

## جدول مدال‌ها
| رتبه           | کشور           | طلا | نقره | برنز | مجموع |
| -------------- | -------------- | --- | ---- | ---- | ----- |
| ۱              | آلمان          | ۲   | ۳    | ۳    | ۸     |
| ۲              | دانمارک        | ۱   | ۰    | ۰    | ۱     |
| مجموع (۲ کشور) | مجموع (۲ کشور) | ۳   | ۳    | ۳    | ۹     |

## خلاصه مدال‌ها

### فرنگی مردان
| رویداد | طلا                         | نقره                  | برنز                   |
| ۶۸ ک‌گ  | Theodor Schibilski · آلمان  | Max Beeskow · آلمان   | Eugen Kissling · آلمان |
| ۸۰ ک‌گ  | Albert Hein · آلمان         | Gustav Hede · آلمان   | Matthias Hartl · آلمان |
| ۸۰+ ک‌گ | سورن مارینوس ینسن · دانمارک | Georg Altmann · آلمان | Paul Moldt · آلمان     |